# U–880
Az U–880 tengeralattjárót a német haditengerészet rendelte a brémai AG Wessertől 1942. április 2-án. A hajót 1944. május 11-én állították szolgálatba. Egy harci küldetése volt, hajót nem süllyesztett el.

## Pályafutása
Az U–880 egyetlen őrjáratára 1945. március 14-én futott ki Bergenből, kapitánya Gerhard Schötzau volt. Április 16-án az Atlanti-óceán északi részén két rombolókísérő, a USS Stanton és a USS Frost mélységi bombákkal elpusztította a búvárhajót. A 49 fős személyzet odaveszett.

## Kapitány
| Név              | Kezdőnap        | Zárónap           |
| ---------------- | --------------- | ----------------- |
| Gerhard Schötzau | 1944. május 11. | 1945. április 16. |

## Őrjárat
| Indulás | Indulónap         | Érkezés | Zárónap           |
| ------- | ----------------- | ------- | ----------------- |
| Bergen  | 1945. március 14. | *       | 1945. április 16. |

* A hajó nem érte el úti célját, elsüllyesztették